# 2813 Zappalà
2813 Zappalà è un asteroide della fascia principale del diametro medio di circa 32,57 km. Scoperto nel 1981, presenta un'orbita caratterizzata da un semiasse maggiore pari a 3,1424157 UA e da un'eccentricità di 0,1468557, inclinata di 14,74141° rispetto all'eclittica.
È dedicato all'astronomo italiano Vincenzo Zappalà.